# Университет Квазулу-Натал
Университет Квазулу-Натал, африк. University of KwaZulu-Natal, UKZN — университет, состоящий из 5 кампусов, расположенных в провинции Квазулу-Натал (ЮАР).

## История
Образован 1 января 2004 г. в результате слияния Натальского университета (в годы апартеида был университетом для белых) и Университета Дурбана-Уэствилла (бывшего университета для выходцев из Азии).

## Колледжи
Университет включает 4 колледжа, которые подразделяются на школы:
- колледж гуманитарных дисциплин (Humanities)
- колледж аграрных, технических и естественных наук (Agriculture, Engineering and Science)
- колледж медицины (Health Sciences)
- колледж права и управления (Law and Management Studies)

## Факультеты
Кроме того, университет подразделяется на следующие кампусы (факультеты):
- Кампус Howard Kollege, Дурбан
- Кампус в г. Питермарицбург
- Кампус в г. Уэствилл
- Медицинская школа им. Нельсона Манделы, Дурбан
- Кампус Edgewood, Пайнтаун